# Strike! (album)
Strike! – debiutancki album niemieckiej grupy The Baseballs, wykonującej covery znanych piosenek oraz własne utwory, w stylu rock 'n' roll i rockabilly cover band. Album został wydany w 2009 roku i odniósł sukces w wielu krajach europejskich takich jak Finlandia, Niemcy, czy Szwajcaria.
Ze względu na swoją popularność, w kwietniu 2010 album został wydany ponownie, jako Strike! Back. The Baseballs zamieścili na nim nie tylko pięć nowych piosenek, ale także dwa krótkie filmy, pokazujące ich życie w trasie koncertowej.

## Lista utworów

### Strike!
Wydanie standardowe
1. "Umbrella" (cover Rihanny) – 3:07
2. "Love in This Club" (cover Ushera) – 3:20
3. "Hey There, Delilah" (cover Plain White T’s) – 3:43
4. "Bleeding Love" (cover Leony Lewis) – 3:52
5. "Hot n Cold" (cover Katy Perry) – 3:37
6. "I Don't Feel Like Dancing" (cover Scissor Sisters) – 4:06
7. "Don't Cha " (cover The Pussycat Dolls) – 4:07
8. "Let's Get Loud" (cover Jennifer Lopez) – 3:30
9. "Angels" (cover Robbiego Williamsa) – 3:18
10. "Crazy in Love" (cover Beyoncé Knowles) – 3:16
11. "This Love" (cover Maroon 5) – 3:24
12. "The Look" (cover Roxette) – 3:24

### Strike! Back

#### CD1
1. "Umbrella" (cover Rihanny) – 3:07
2. "Love in This Club" (cover Ushera) – 3:20
3. "Hey There, Delilah" (cover Plain White T’s) – 3:43
4. "Bleeding Love" (cover Leony Lewis) – 3:52
5. "Hot n Cold" (cover Katy Perry) – 3:37
6. "I Don't Feel Like Dancing" (cover Scissor Sisters) – 4:06
7. "Don't Cha " (cover The Pussycat Dolls) – 4:07
8. "Let's Get Loud" (cover Jennifer Lopez) – 3:30
9. "Angels" (cover Robbiego Williamsa) – 3:18
10. "Crazy in Love" (cover Beyoncé Knowles) – 3:16
11. "This Love" (cover Maroon 5) – 3:24
12. "The Look" (cover Roxette) – 3:24

#### CD2
1. "No One" (cover Alicii Keys) – 3:38
2. "Chasing Cars" (cover Snow Patrol) – 2:51
3. "Monday Morning" (cover Melanie Fiony) – 3:55
4. "Poker Face" (cover Lady Gagi) – 2:23
5. "Jungle Drum" (cover Emilíany Torrini) – 2:28
6. "A Day on Tour with The Baseballs" (wideo) – 19:43
7. "The Baseballs in Finland" (wideo) – 25:33

## Miejsca na listach przebojów

### Listy
| Lista (2009/2010) | Najwyższa pozycja |
| ----------------- | ----------------- |
| Australia         | 37                |
| Austria           | 15                |
| Belgia            | 2                 |
| Dania             | 5                 |
| Finlandia         | 1                 |
| Hiszpania         | 29                |
| Holandia          | 2                 |
| Niemcy            | 6                 |
| Norwegia          | 1                 |
| Szwajcaria        | 2                 |
| Szwecja           | 1                 |
| Wielka Brytania   | 4                 |
| Włochy            | 55                |

### Certifikaty
Strike!
| Region             | Certyfikat    | Liczba sprzedanych płyt |
| ------------------ | ------------- | ----------------------- |
| Finlandia          | 3 x platynowa | 96 977                  |
| Holandia           | złota         | 50 000                  |
| Niemcy             | platynowa     | 100 000*                |
| Norwegia           | platynowa     | 30 000*                 |
| Szwajcaria         | platynowa     | 40 000*                 |
| Szwecja            | platynowa     | 30 000*                 |
| * szacowana liczba |               |                         |

Strike! Back
| Region             | Certyfikat | Liczba sprzedanych płyt |
| ------------------ | ---------- | ----------------------- |
| Austria            | platynowa  | 20 000*                 |
| * szacowana liczba |            |                         |